# آرمسترانگ ویتورث آرمادیلو
آرمسترانگ ویتورث آرمادیلو (به انگلیسی: Armstrong Whitworth Armadillo) یک هواگرد ساختِ کارخانهٔ آرمسترانگ ویتورث ایرکرفت در کشور بریتانیا است. این هواگرد برای نخستین بار در ۱۹۱۸ میلادی مورد استفاده قرار گرفت.